# Episodi di Fleabag (seconda stagione)
La seconda stagione della serie televisiva Fleabag è stata trasmessa da BBC Three dal 4 marzo all'8 aprile 2019. In Italia è stata pubblicata su Prime Video il 17 maggio 2019.
| N° | Titolo originale | Titolo italiano | Pubblicazione UK | Pubblicazione Italia |
| -- | ---------------- | --------------- | ---------------- | -------------------- |
| 1  | Episode 1        | Episodio 1      | 4 marzo 2019     | 17 maggio 2019       |
| 2  | Episode 2        | Episodio 2      | 11 marzo 2019    | 17 maggio 2019       |
| 3  | Episode 3        | Episodio 3      | 18 marzo 2019    | 17 maggio 2019       |
| 4  | Episode 4        | Episodio 4      | 25 marzo 2019    | 17 maggio 2019       |
| 5  | Episode 5        | Episodio 5      | 1º aprile 2019   | 17 maggio 2019       |
| 6  | Episode 6        | Episodio 6      | 8 aprile 2019    | 17 maggio 2019       |

## Episodio 1
- Diretto da: Harry Bradbeer
- Scritto da: Phoebe Waller-Bridge

### Trama
Dopo mesi di gelo Fleabag ha ripreso i contatti con la sua famiglia: il padre e la madrina si stanno per sposare e hanno organizzato una cena con il prete cattolico che celebrerà il loro matrimonio. Tutto sembra andare per il meglio: Fleabag è riuscita a salvare il suo caffè, Claire si divide tra Londra e la Finlandia e sta cercando di avere un bambino insieme a Martin. Ad un certo punto Claire si assenta per andare in bagno, ma dopo un po', non vedendola tornare, Fleabag va a cercarla: la sorella ha appena avuto un aborto spontaneo. Nonostante questo, Claire torna al tavolo come se nulla fosse successo. Non riuscendo a tenersi il peso della vicenda, Fleabag si accolla l'aborto, dichiarando che è stata lei a perdere il bambino. Tutti i commensali si preoccupano, eccetto Martin, che si lancia in commenti di pessimo gusto, scatenando l'ira di Fleabag, che lo colpisce con un pugno in viso, ricambiato a sua volta da Martin. Uscita dal bagno, con il naso sanguinante, l'unico rimasto ad accertarsi delle condizioni di Fleabag è il prete, che le offre anche un biglietto da visita in caso avesse bisogno di una guida spirituale. Sulla via di casa, Fleabag viene affiancata da Claire in taxi e le due sorelle raggiungono insieme l'ospedale.

## Episodio 2
- Diretto da: Harry Bradbeer
- Scritto da: Phoebe Waller-Bridge

### Trama
Fleabag inizia a frequentare la chiesa del prete che ha incontrato alla cena con la famiglia: oltre ad essere un uomo affascinante è la sua visione del mondo ad intrigarla, profondamente diversa dalla sua. A questo si accompagnano anche brutte notizie: Claire le rivela che Martin ha intenzione di farle causa per il pugno al ristorante e le fa conoscere in segreto il suo avvocato per tutelarla. Fleabag ha occasione di confrontarsi con Martin durante un evento di beneficenza organizzato dal prete. Sebbene Martin sia irremovibile, a stupirla è la reazione del figlio di lui Jake, che approfittando della distrazione del padre chiede a Fleabag di dire a Claire di lasciare il marito. Nel frattempo Fleabag decide di utilizzare il voucher regalatole dal padre e si consulta con una psicologa, con la quale si ritrova a riflettere sul suo rapporto con il sesso e con l'eventualità di essere attratta da un prete.

## Episodio 3
- Diretto da: Harry Bradbeer
- Scritto da: Phoebe Waller-Bridge

### Trama
Fleabag si occupa del catering per una cerimonia di premiazione organizzata da Claire nell'azienda in cui lavora. Claire è ossessionata dall'idea di fare una bella figura davanti a Klare, collega finlandese di cui è invaghita, perciò istruisce la sorella su ogni minimo dettaglio. Tuttavia, Fleabag distrugge accidentalmente il premio e lo sostituisce con la statuetta dorata della matrigna. Conclusa la premiazione, Claire è furibonda e ordina alla sorella di rintracciare la vincitrice, Belinda, per farsi restituire la statuetta. Fortunatamente Belinda si dimostra essere una persona disponibile, oltre che interessante, tanto che le due donne si ritrovano al bancone di un bar a riflettere sull'importanza delle relazioni e sull'essere una donna lavoratrice. Stimolata da questa conversazione, Fleabag si presenta a sorpresa a casa del prete: nonostante le chiacchierate innocue, e la presunta incursione di una volpe, lui capisce che lei vorrebbe avere un rapporto sessuale, ma le ricorda la sua scelta di celibato, e i due acconsentono a rimanere solo amici.

## Episodio 4
- Diretto da: Harry Bradbeer
- Scritto da: Phoebe Waller-Bridge

### Trama
Fleabag passa sempre più tempo in compagnia del prete, assistendolo durante lo shopping e durante le sessioni di preghiera. Tuttavia, nel momento in cui lui viene a farle visita nel caffè, lei non riesce a fare a meno di pensare a Boo e il silenzio e il senso di colpa fanno sì che il prete si allontani. Tormentata dai ricordi di Boo e della madre, Fleabag sente il bisogno di andare in chiesa per pregare davvero e non per incontrare il prete, tanto che quando lui la vede ne rimane sorpreso. I due bevono del whisky e si confrontano, ma Fleabag resta titubante nel dire cosa davvero la tormenta, così lui le propone di confessarsi. Giunti nel confessionale, Fleabag si lascia andare in uno sfogo liberatorio, dove esterna tutti i pensieri riguardanti se stessa. Al termine della confessione, il prete viene colto da un impeto di passione e la bacia con forza, ma prima che la libidine prenda il sopravvento un quadro all'interno della chiesa si stacca e cade a terra, riportando il prete al senno.

## Episodio 5
- Diretto da: Harry Bradbeer
- Scritto da: Phoebe Waller-Bridge

### Trama
Chiusi i rapporti con il prete, Fleabag torna a praticare del sesso occasionale, sfogandolo questa volta con il suo avvocato. Tuttavia, si ritrova a dover far subito i conti con il prete: lui si presenta a casa del padre e della matrigna alla vigilia delle nozze per annunciare di non poter celebrare il matrimonio per via di un imprevisto, lasciando però intendere a Fleabag che sia lei il vero motivo di questo passo indietro. Il pomeriggio Fleabag viene interrotta al lavoro da una chiamata urgente della sorella: trova Claire disperata su una panchina con un taglio di capelli non di suo gradimento. Dopo essersi sfogate dal parrucchiere, Claire si calma e chiede alla sorella come sta: Fleabag le rivela del suo trascorso con il prete e del ruolo avuto nella sua scelta di non celebrare il matrimonio. In quel momento passa Klare con alcuni colleghi, che si complimenta con Claire per il nuovo taglio e la invita ad uscire insieme. Per coprire la sorella, Fleabag porta con sé il fagotto che Claire avrebbe dovuto consegnare a Jake. Martin viene a prendere il fagotto direttamente al caffè di Fleabag supponendo che la moglie fosse con qualcun altro e minacciando la cognata. La sera Fleabag ha un nuovo appuntamento con l'avvocato, ma con sorpresa si trova davanti alla porta di casa il prete, che ha deciso di celebrare il matrimonio ed è desideroso di chiarirsi con lei. I due finiscono per fare sesso.

## Episodio 6
- Diretto da: Harry Bradbeer
- Scritto da: Phoebe Waller-Bridge

### Trama
Fleabag e il prete hanno passato la notte assieme e si apprestano ad andare al matrimonio del padre e della matrigna. L'atmosfera è tesa: Claire finalmente trova la forza di mollare Martin, mentre Fleabag restituisce la statuetta alla matrigna la quale ammette fosse una rappresentazione della madre di Fleabag. Intanto, Fleabag e il prete si lasciano andare a baci clandestini mentre lui prepara l'omelia da pronunciare. Anche il padre ha un attimo di titubanza prima della cerimonia, ma viene prontamente ritrovato da Fleabag, che lo convince a farsi avanti. L'omelia del prete si rivela intensa ed ispirata, tanto da convincere Claire a fare la pazzia di correre all'aeroporto per dichiarare i suoi sentimenti a Klare. Finito il matrimonio, Fleabag e il prete si ritrovano alla fermata dell’autobus, dove lui ammette a malincuore di aver scelto Dio, pur confessandole il suo amore. Una volta congedatosi, appare una volpe davanti alla fermata, a cui Fleabag indica la direzione verso cui si è diretto il prete, prima di alzarsi ed incamminarsi nella direzione opposta con in mano la scultura che ancora una volta ha sottratto alla matrigna.